# Musik i Danmark

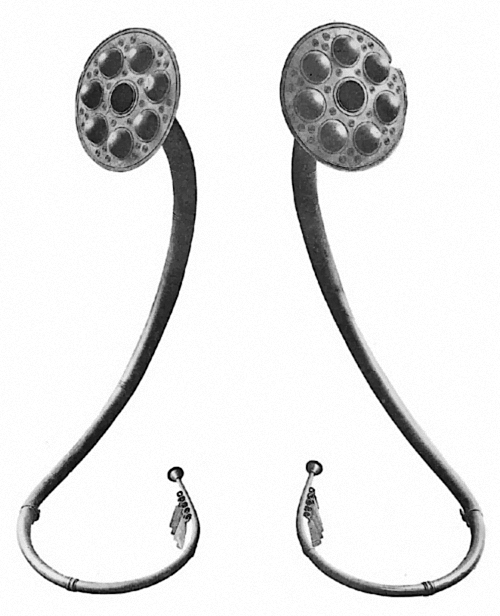
Ett par av lurarna från Brudevælte, funna 1797

Musik i Danmark och i det förkristna Norden har en delvis oklar historia eftersom det saknas en egentlig musikalisk tradition. I nationellt hänseende är "dansk musik" ett begrepp som först uppstått i modern tid. I förhållande till landets geografiskt avsides placering har emellertid tonkonsten satt sina spår och genomgått en inte så liten utveckling. Den äldsta musikaliska perioden återspeglas i bronsålderns lurar som kastar ett särskilt ljus över den förtida historiens teknik och märkliga känsla för ton.
Visserligen är lurarna ännu ett isolerat kulturfenomen, eftersom det saknas referenser till den historiska samtiden, och visserligen inleds den nu kända danska musikhistorien ganska sent, men i likhet med övriga Norden finns det tecken som tyder på att tonkonsten redan tidigt var högt hållen.
Musikens ställning under sagatiden, i synnerhet dess koppling till skaldekonsten, är ännu inte helt utforskad. Det finns dock intressanta spår, och i de gamla danska kæmpeviserne, det vill säga riddarvisorna, och i den danska folkmusiken, finns en musikhistorisk skatt. Dess ålder kan inte bestämmas exakt - det första nedtecknade spåret finns i Codex runicus, men den går inte längre tillbaka än ca år 1300. Dock visar dess innehåll och form på Danmarks redan tidigt kulturella position.

### Översättning
Den här artikeln är helt eller delvis baserad på material från danskspråkiga Wikipedia.